# Tokyo Warhearts
Albums de Children of Bodom
Hatebreeder
(1999) Follow the Reaper
(2000)
Tokyo Warhearts est un album du groupe de metal Children of Bodom. 
Il s'agit d'une compilation de l'enregistrement audio de deux concerts donnés les 10 et 11 juillet 1999 au Club Citta à Tokyo au Japon. Tokyo Warhearts montre comment le groupe se produit sur scène : avec vitesse, émotion et une grande qualité technique.
Le groupe et sa maison de disques Spinefarm records avaient prévu sortir cet album en DVD mais ils en sont finalement venus à la conclusion qu'il y avait des imperfections entre la trame audio et la trame vidéo dues au fait que l'album fut enregistré lors de deux soirées différentes.

## Liste des titres
1. Intro – 1 min 25 s
2. Silent Night, Bodom Night – 3 min 23 s
3. Lake Bodom – 4 min 08 s
4. Warheart – 4 min 07 s
5. Bed of Razors – 4 min 35 s
6. War of Razors – 2 min 10 s (duel de guitare/clavier)
7. Deadnight Warrior – 3 min 32 s
8. Hatebreeder – 4 min 30 s
9. Touch Like Angel of Death – 5 min 53 s
10. Downfall – 4 min 47 s
11. Towards Dead End – 6 min 10 s

## Crédits
- Alexi Laiho - Chant et guitare
- Alexander Kuoppala - Guitare
- Janne Wirman - Clavier
- Henkka Seppälä - Basse
- Jaska Raatikainen - Batterie

## Anecdotes
- Deux pistes de cet album ont été lancées en simples à des fins promotionnelles et se retrouvent sur une compilation DVD de Spinefarm : Silent Night, Bodom Night et Deadnight Warrior.
- L'Intro reprend un segment du Crockett's Theme de la trame sonore de Miami Vice composé par Jan Hammer.
- L'introduction de Touch Like Angel of Death est un segment de Hummel Gets the Rockets composé par Hans Zimmer et Nick Glennie-Smith pour le film The Rock.